# Thalictrum subcorymbosum
Thalictrum subcorymbosum är en ranunkelväxtart som beskrevs av Borbás. Thalictrum subcorymbosum ingår i släktet rutor, och familjen ranunkelväxter. Inga underarter finns listade i Catalogue of Life.